# Phi Life Cypher
Phi Life Cypher es un grupo de hip hop de Luton, formado por dos MCs, Si Phili y Life MC, y DJ Nappa. El trío comenzó a hacer música juntos alrededor de 1996, y desde entonces han tenido mucho éxito en el ámbito del Hip Hop Underground Británico. Phi-Life Cypher consiguió llegar a la final de Tim Westwood's Talent 2000 donde consiguió hacer una canción con DJ Skitz (Gingerprints O The Gods) y otros raperos como Roots Manuva y Skeleton, permitiéndoles entrar con fuerza en la escena del Hip Hop Británico.
Phi Life Cypher sacaron "Clint Eastwood" presente en el disco de Gorillaz' G-Sides, una recopilación de las Caras-B de sus primeros 3 singles que salió a la venta en 2002. A su vez hicieron una actuación en directo de la canción durante los Brit Awards de 2002.
The group has toured with and appeared on tracks by Gorillaz and DJ Vadim.

## Discografía

### Álbumes
- Millennium Metaphors (2000, Jazz Fudge)
- The Instrumentals (2000, Jazz Fudge)
- Higher Forces (2003)
- Playback (2006)

### EP and singles
- "Baddest Man" (1998, white label)
- "Earth Rulers" (2000, Jazz Fudge)
- "Herbaholics" (2001, Jazz Fudge)
- The Chosen Few EP (with Task Force) (2002, Jazz Fudge)
- "Over" (2003, Zebra Traffic)
- "Rap It Up" (2004, Zebra Traffic)
- "Playback" (2006)

### Guest appearances
- Gorillaz — "Clint Eastwood" (Phi Life Cypher version), "The Sounder" (edit), "Starshine (Alternate version)"
- The Herbaliser — "Distinguished Jamaican English" (The Herbaliser remix)
- Skitz — "Fingerprints of the Gods", "Cordless Mics at 20 Paces"
- Mark B. & Blade — "Ya Don't See the Signs" (Phi Life Cypher remix)
- DJ Vadim — "Ghetto Rebels"